# Vicente Rodríguez (Fußballspieler, 1981)
Vicente Rodríguez Guillén (* 16. Juli 1981 in Valencia), bekannt als Vicente, ist ein ehemaliger spanischer Fußballspieler. Vicente spielte zwischen 2000 und 2011 für den FC Valencia.
Vicente zeichnet sich vor allem durch seine Flankenläufe und Dribblings, aber auch durch Spielintelligenz aus.

## Karriere
Vicente wuchs mit seinem Vater Vicente, seiner Mutter Fina, seiner älteren Schwester Laura und seinem jüngeren Bruder Alejandro in Valencia auf.
Seine fußballerische Laufbahn startete er in der Amateurliga bei seinem Heimatverein UD Levante, wo er in der Saison 1997/98 in die Profi-Mannschaft aufrückte. Im Sommer 2000 wechselte er zu seinem selbsternannten Lieblingsverein, dem Stadtrivalen und Erstligisten FC Valencia.
Seine erste Saison im Estadio Mestalla war von großem Erfolg geprägt. Vicente erzielte in 33 Spielen in der Primera División fünf Tore und er spielte auch 13 Spiele in der UEFA Champions League. Bei der Endspielniederlage gegen den FC Bayern München saß er allerdings nur auf der Bank. In der darauffolgenden Saison 2001/02 setzte der Jungprofi seine Erfolgsserie fort. Nachdem Kily González in der ersten Saisonhälfte mit einer Verletzung zu kämpfen hatte, entwickelte sich Vicente zum Stammspieler. 2002 gewann er mit Valencia die Meisterschaft. 2002/03 sammelte er weitere Erfahrungen in der Champions League, bis Valencia im Viertelfinale gegen Inter Mailand ausschied.
Der große Durchbruch gelang in der Saison 2003/04. Er feierte mit seinem Verein am Ende der Saison seine bisher größten Erfolge, den ersten Platz in der spanischen Meisterschaft und den Sieg im UEFA-Pokal sowie im UEFA Supercup. Im Finale des UEFA-Cups schoss er das erste Tor selbst und bereitete den Siegtreffer von Mista vor. Er erzielte in dieser Saison 16 Ligatore, womit er der torgefährlichste Mittelfeldspieler der spanischen Liga war. Anfang der folgenden Saison verletzte sich Vicente am linken Knöchel und fiel somit beinahe die ganze Saison aus. Stark ersatzgeschwächt und mit neuem Trainer konnte seine Mannschaft nur den 7. Platz in der Meisterschaft einfahren und somit nur im UI-Cup mitspielen.
2004 verlängerte Vicente einen Vertrag beim FC Valencia bis 2011. Er konnte seine Langzeitverletzung gut wegstecken und annähernd seine Form der Saison 2003/04 erreichen. Am 18. Januar 2006 verletzte sich Vicente im Spiel gegen CA Osasuna (2:0) nach einem Schuss aufs Tor am rechten Knöchel und fiel daraufhin erneut fast ein halbes Jahr aus. Danach fand Vicente seine Form nicht wieder, weswegen er auch nicht für die WM 2006 in Deutschland nominiert wurde.
2007 war ein weiteres verlorenes Jahr für Vicente. Nachdem die Probleme mit dem Knöchel verheilt waren, hatte er mit verschiedenen muskulären Problemen zu kämpfen und konnte so nur sporadisch spielen. In der Saison 2008/09 hatte sich an diesem Status nur wenig geändert, so dass er weiterhin meist nur als Einwechselspieler zu Einsätzen kam.
Zur Saison 2010/11 wurde Vicente als Kapitän nominiert, bekam jedoch unter Trainer Unai Emery weiterhin nur sporadische Einsätze. Mehrere Angebote, vor allem aus Russland, lehnte er jedoch ab, liebäugelt stattdessen aber mit einem Wechsel zu Atlético Madrid, falls sich seine Situation nicht ändert. In der Rückrunde erfolgte eine teilweise Suspendierung Vicentes durch den Trainer, da er gegen fünf Uhr früh noch in einer Bar gesehen wurde, obwohl am selben Tag Training war. Beim letzten Heimspiel der Saison wurde er offiziell verabschiedet.
Am 2. September 2011 unterschrieb Vicente einen Einjahresvertrag bei Brighton & Hove Albion. Hier beendete 2013 seine Karriere als Profifußballer.

## Nationalmannschaft
Seine ersten Einsätze in der spanischen U16-Nationalelf, die bei der EM 1998 Dritter wurde, brachten Vicente viel Erfahrung. Während er noch äußerst erfolgreich bei der U21 spielte, gab er sein Debüt in der A-Nationalmannschaft. Am 28. März 2001 lief er beim Freundschaftsspiel gegen Frankreich (2:1) erstmals auf, wurde aber nicht für die Fußball-Weltmeisterschaft 2002 nominiert.
Nach der verpassten WM kam er in der EM-Qualifikation, als Spanien in der Gruppe 3 hinter Griechenland Zweiter wurde, in allen acht Spielen zum Einsatz. Seinen einzigen Treffer erzielte Vicente beim Play-off-Rückspielsieg über Norwegen, durch den Spanien in die Endrunde einzog. Bei der EM 2004 war er in überragender Verfassung.
Insgesamt bestritt Vicente 38 Spiele und erzielte drei Tore im Dress der spanischen Nationalelf.

## Erfolge
- Spanische Meisterschaft: 2002, 2004
- Spanischer Pokal: 1999, 2008
- Europäischer Superpokal: 2004
- UEFA-Pokal: 2004
- Teilnahme an der EM 2004 (3 Einsätze)